# Gymnopilus allantopus
Gymnopilus allantopus är en svampart som först beskrevs av Miles Joseph Berkeley, och fick sitt nu gällande namn av David Norman Pegler 1965. Gymnopilus allantopus ingår i släktet Gymnopilus och familjen Strophariaceae.   Inga underarter finns listade i Catalogue of Life.